# Fingerpicking
El fingerpicking, también llamado fingerstyle, es una técnica de tocar la guitarra, desarrollada por los músicos de blues y folk del llamado Viejo Sur de los Estados Unidos, concretamente de las comarcas montañosas de Carolina del Norte, Carolina del Sur y Virginia Occidental, a partir de la década de 1920.

## Descripción
Se trata de una técnica para tocar en solitario, tocando a la vez ritmo y melodía, de la misma forma que se solía hacer con el piano. El guitarrista no rasguea los acordes, sino que los descompone "coordinando los movimientos simultáneos de su pulgar (que toca las cuerdas graves de forma alterna) y de su índice, de su dedo corazón o, incluso, de su anular, que toca al mismo tiempo las notas en las cuerdas agudas del instrumento". A esta forma de tocar también se le denominó ragtime guitar, por inspirarse en el estilo de los pianistas de ragtime. Es muy semejante a la técnica utilizada por los guitarristas académicos desde el Renacimiento. 
Esta técnica se aplicó al estilo llamado Blues de Piedmont, pero también a otras músicas de la zona, como el Hillbilly o Bluegrass. De hecho, muchos autores consideran que esta técnica proviene de la forma de tocar el banjo que se desarrolló en los Apalaches carolinos y en las Blue Ridge Mountains, durante el siglo XIX. Muestra influencias del estilo hawaiano denominado slack key.
Tradicionalmente, se considera a Blind Blake como el creador de este estilo guitarrístico, que influyó no solo a otros bluesmen, sino también a muchos músicos de country.

## Formas derivadas

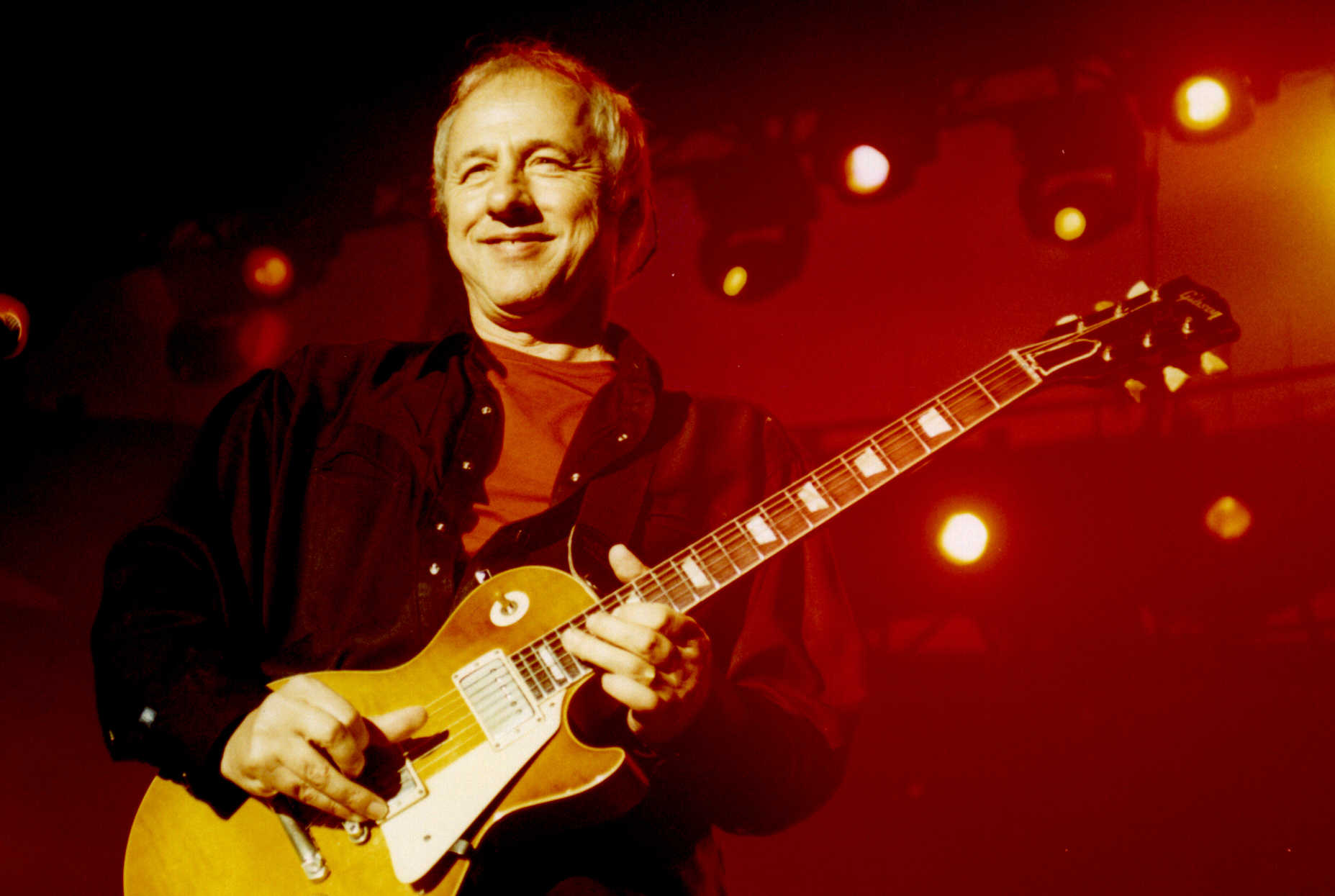
Mark Knopfler durante un concierto en Bilbao en 2001.

Forma derivada de este estilo, es la variante de fingerpicking utilizada por los músicos de blues del Delta, más sencillo y entrecortado que el original. En cierta forma esta variante es una mezcla entre el fingerpicking original y el estilo nota a nota, en arpegios, propio de los guitarristas de Texas.
Con la llegada de la guitarra eléctrica y el rhythm and blues, esta técnica se consolidó utilizándose como alternativa al uso de la púa. Sin embargo, hay excepciones como Mark Knopfler (exlíder y guitarrista de Dire Straits) que usan esta técnica hoy en día con la guitarra eléctrica.